# Masny
Masny (Nederlands: Malni) is een gemeente in het Franse Noorderdepartement (Frans: département du Nord) (regio Hauts-de-France). De plaats maakt deel uit van het arrondissement Douai. Masny telde op 1 januari 2022 4.028 inwoners.

## Geografie
De oppervlakte van Masny bedroeg op 1 januari 2022 7,12 vierkante kilometer; de bevolkingsdichtheid was toen 565,7 inwoners per km².

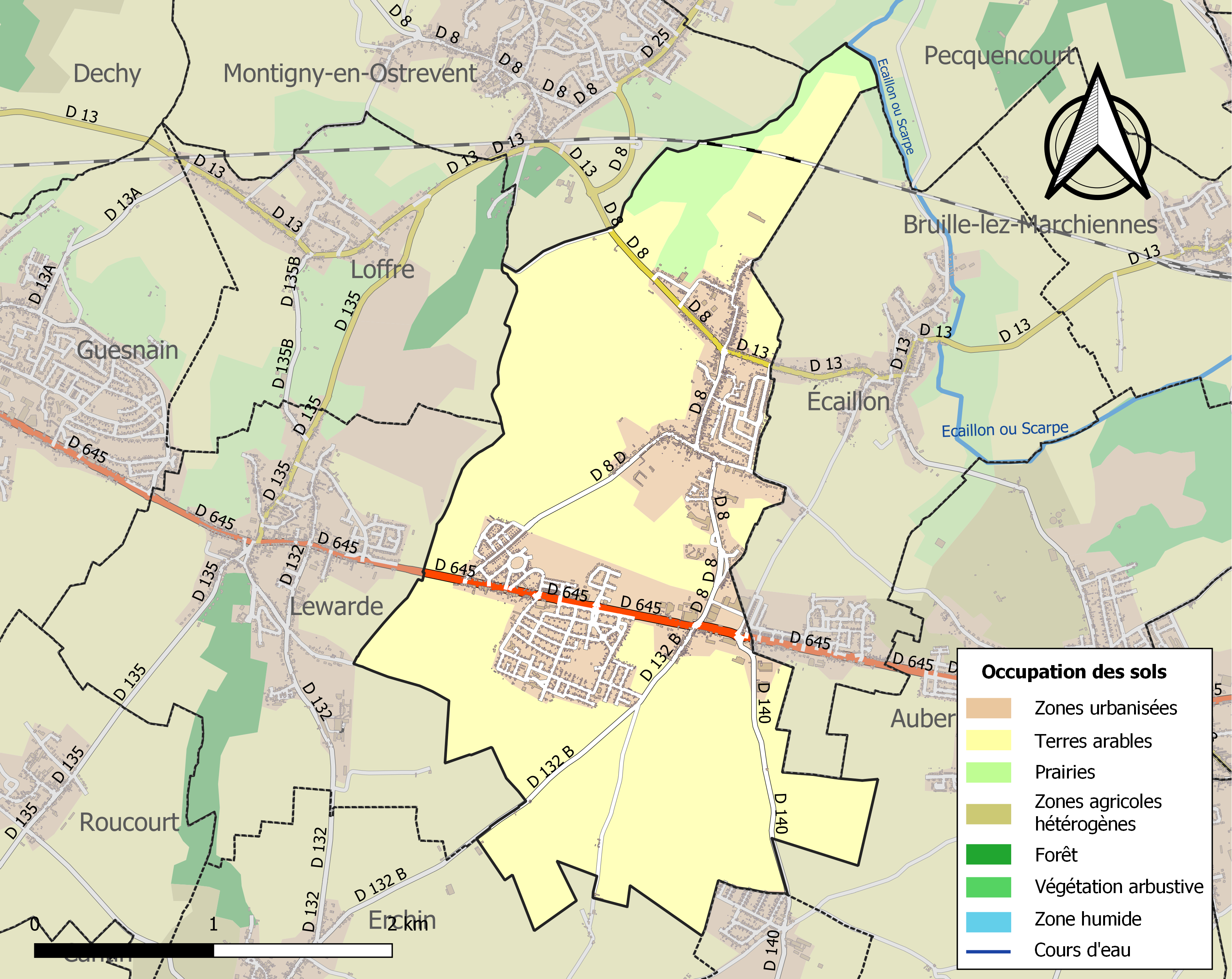
Kaart van de gemeente met belangrijkste infrastructuur, bodemgebruik en omliggende gemeenten

## Demografie
Onderstaande figuur toont het verloop van het inwonertal (bron: INSEE-tellingen).